# Alfauir
Alfauir (valencianskt uttal: [alfaˈwiɾ], spanska: Alfahuir) är en ort och kommun i provinsen Valencia i den autonoma regionen Valencia i östra Spanien. Orten ligger cirka 61 kilometer söder om Valencia. Kommunen har 489 invånare (2024), på en yta av 6,22 km².
I kommunen ligger Sant Jeroni de Cotalba kloster.